# Ruta 311 (Costa Rica)
La Ruta 311, oficialmente Ruta Nacional Terciaria 311, es una ruta nacional de Costa Rica ubicada en la provincia de San José.

## Descripción
En la provincia de San José, la ruta atraviesa el cantón de Santa Ana (los distritos de Santa Ana, Salitral).